# Прокоф'єв Олександр Андрійович
Олександр Андрійович Прокоф'єв (2 грудня 1900, село Кобона, тепер Кіровського району Ленінградської області, Російська Федерація — 18 вересня 1971, місто Ленінград, тепер Санкт-Петербург, Російська Федерація) — радянський російський поет, співробітник органів державної безпеки СРСР, військовий кореспондент, відповідальний секретар правління Ленінградського відділення Спілки письменників РРФСР. Член Центральної Ревізійної комісії КПРС у 1956—1966 роках. Герой Соціалістичної Праці (1.12.1970).

## Біографія
Народився в родині ладозького селянина-рибалки і землероба. Закінчив сільську школу і з 1913 по 1917 рік навчався в Петербурзькій учительській семінарії. Повернувшись в рідне село, намагався вести селянське господарство.
З 1918 по 1922 рік служив у Червоній армії. Воював на Петроградському фронті, був у полоні у військ Юденича, але втік з полону.
Член РКП(б) з 1919 року.
У 1920 році закінчив Петроградський учительський інститут РККА (1920). 
У 1922—1930 роках — співробітник (оперуповноважений) повноважного представництва ВЧК—ОДПУ по Ленінградському військовому округу. Усі наступні роки перебував в діючому резерві органів державної безпеки СРСР.
З 1923 року навчався в літературній студії ленінградського Пролеткульту. Друкуватися почав з 1927 року (в газетах «Комсомольская правда» та «Юный пролетарий») і вже в 1931 році випустив першу книгу віршів. Був членом Ленінградської асоціації пролетарських письменників (група «Різець»).
Перші збірки «Полудень» (1931), «Вулиця Червоних Зір» (1931), «Перемога» (1932), «Дорога через міст» (1933), «Літопис» (1934), «Прямі вірші» (1936), «На захист закоханих» (1939).
Під час радянсько-фінської війни (1939—1940) і німецько-радянської війни (1941—1945) працював військовим журналістом, був членом письменницької групи при політичному управлінні Ленінградського фронту.
Після війни видав збірки «Заріччя» (1955), «Яблуня над морем» (1958), «Запрошення до подорожі» (1960), «Вірші з дороги» (1963), «Під сонцем і під зливами» (1964).
У 1945—1948 роках — голова правління Ленінградського відділення Спілки письменників СРСР.
У 1955—1965 роках — відповідальний секретар правління Ленінградського відділення Спілки письменників РРФСР.
З 1959 року — секретар правління Спілки письменників Російської РФСР.
Указом Президії Верховної Ради СРСР від 1 грудня 1970 року за видатні заслуги в розвитку радянської літератури, плідну громадську діяльність і в зв'язку з сімдесятиріччя з дня народження письменника Прокоф'єву Олександру Андрійовичу присвоєно звання Героя Соціалістичної Праці з врученням ордена Леніна і золотої медалі «Серп і Молот».
Помер 18 вересня 1971 року. Похований на Богословському цвинтарі Ленінграда (Санкт-Петербурга).

## Нагороди
- Герой Соціалістичної Праці (1.12.1970)
- чотири ордени Леніна (1957, 2.12.1960; 28.10.1967; 1.12.1970)
- орден Вітчизняної війни ІІ ст. (31.08.1944)
- орден Червоної Зірки (21.05.1940)
- орден «Знак Пошани» (31.01.1939)
- медалі
- Ленінська премія (1961) — за збірку віршів «Запрошення до подорожі» (1960)
- Сталінська премія другого ступеня (1946) — за поему «Росія» і вірша: «Не віддамо!», «За тебе, Ленінград!», «Застільна», «Клятва» та інші
- знак «Почесний співробітник ВЧК—ГПУ (V)»